# Omineus bicolor
Omineus bicolor es una especie de coleóptero de la familia Mycteridae.

## Distribución geográfica
Habita en Vietnam.